# Fuldamobil
Fuldamobil war eine deutsche Automarke. Hersteller war die Elektromaschinenbau Fulda GmbH (Inhaber: Karl Schmitt). Geistiger Vater und Erfinder war der mit nur einem Kriegssemester Maschinenbau bestückte Konstrukteur Norbert Stevenson. Dies reichte jedoch bereits zur genialen, erstmaligen Konstruktion der Fuldamobil-Vorderachse mit negativem Lenkrollradius. Dadurch wurde die Spurstabilität entscheidend verbessert. Erst 20 Jahre später wurde die Konstruktion beim Audi 80 in die Großserienfertigung in Deutschland mit großem Erfolg eingeführt. Bekannt wurde dies der Öffentlichkeit durch die TV-Imagekampagne bezüglich der Spurstabilität bei Nässe. Heute verfügt jedes Auto über diese Konstruktion.

## Beschreibung
Bei den Fahrzeugen handelte es sich um – nach späterer Definition – Kleinstwagen mit anfangs drei, später vier Rädern. Im Laufe der Produktionszeit kamen verschiedene Ottomotoren zum Einsatz, die zwischen 6,5 und 10,2 PS leisteten. Anfangs bestand die Karosserie aus Sperrholz mit einem Überzug aus Kunstleder. Ab 1952 wurde eine eckige, mit Aluminium verkleidete Karosserie verwendet; daraus resultierte der Spitzname „Silberfloh“. Ein Jahr später gab es eine stark abgerundete Verkleidung, die im Volksmund spöttisch als „Cellokasten“ bezeichnet wurde. Ab 1957 verwendete der Hersteller Kunststoff statt Aluminium. Das Fuldamobil war eines der ersten Autos mit einem negativen Lenkrollradius.
Von 1951 bis 1969 wurden insgesamt etwa 2900 Fahrzeuge gebaut. Eine andere Quelle nennt für die Anfangszeit die jährlichen Zulassungszahlen in Deutschland. 1951 waren es 63 Fahrzeuge und in den drei Folgejahren 104, 197 und 327. Die Zahlen des in Lizenz in Wilhelmshaven produzierten Fuldamobil NWF 200 sind nicht enthalten.

## Modellübersicht
| Modell   | Bauzeitraum | Kurzbeschreibung | Exemplare | Foto |
| -------- | ----------- | --- | --------- | ---- |
| Prototyp | 1950        | schräge Front, ohne Knick in Frontscheibe übergehend, Motor von Zündapp mit 198 cm³, Stahlblechkarosserie, dreirädrig                                                                      | 1         |      |
| N        | 1951        | schräge Front, ohne Knick in Frontscheibe übergehend, Motor von Baker & Pölling mit 248 cm³, Stahlblechkarosserie, dreirädrig                                                              | 74        |      |
| N-1      | 1951–1952   | Karosserie mit gewöhnlicher Front, Motor von Baker & Pölling mit 248 cm³, anfangs Stahlblechkarosserie, zum Schluss Aluminiumblechkarosserie, Spitzname Silberfloh, dreirädrig             | etwa 320  |      |
| N-2      | 1952–1955   | Karosserie mit gewöhnlicher Front, Motor von Fichtel & Sachs mit 359 cm³, Aluminiumblechkarosserie, Spitzname Silberfloh, dreirädrig                                                       | 380       |      |
| S-1      | 1954        | Karosserie mit gewöhnlicher Front, Motor von ILO mit 197 cm³, runde Karosserie mit Heckklappe, dreirädrig                                                                                  | 3         |      |
| S-2      | 1954–1955   | Karosserie mit gewöhnlicher Front, Motor von Fichtel & Sachs mit 359 cm³, runde Karosserie mit Heckklappe, dreirädrig                                                                      | etwa 430  |      |
| S-3      | 1956        | Karosserie mit gewöhnlicher Front, Motor von Fichtel & Sachs mit 191 cm³, runde Karosserie mit Heckklappe, dreirädrig                                                                      | 2         |      |
| S-4      | 1955–1956   | Karosserie mit gewöhnlicher Front, Motor von Fichtel & Sachs mit 191 cm³, runde Karosserie mit Heckklappe, vierrädrig, auf Wunsch dreirädrig, bis auf die Karosserie baugleich mit dem S-5 | etwa 168  |      |
| S-5      | 1955–1956   | Karosserie mit gewöhnlicher Front, Motor von Fichtel & Sachs mit 191 cm³, runde Karosserie, Roadster, vierrädrig, auf Wunsch dreirädrig, bis auf die Karosserie baugleich mit dem S-4      | etwa 168  |      |
| S-6      | 1956–1957   | Karosserie mit gewöhnlicher Front, Motor von Fichtel & Sachs mit 191 cm³, runde Karosserie mit Panoramaheckscheibe, vierrädrig, auf Wunsch dreirädrig                                      | etwa 123  |      |
| S-7      | 1957–1965   | Karosserie mit gewöhnlicher Front, Motor von Fichtel & Sachs mit 191 cm³, runde Karosserie aus Kunststoff mit Panoramaheckscheibe, vierrädrig, auf Wunsch dreirädrig                       | etwa 440  |      |
| S-7      | 1965–1969   | Karosserie mit gewöhnlicher Front, Motor von Heinkel mit 198 cm³, runde Karosserie aus Kunststoff mit Panoramaheckscheibe, vierrädrig, auf Wunsch dreirädrig, Kühlergrillattrappe          | etwa 260  |      |

## Lizenzfertigungen

Emblem von NWF

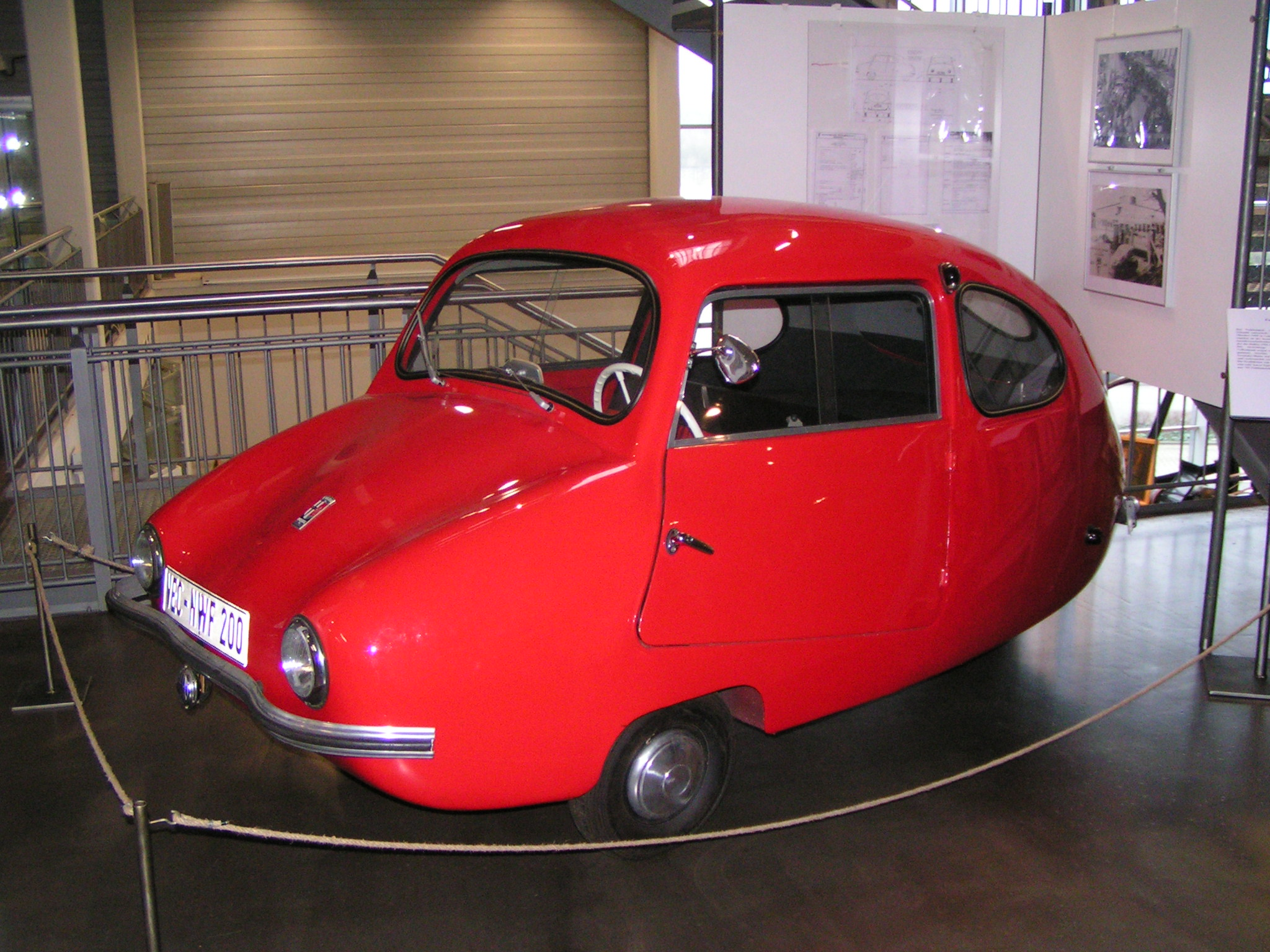
Fuldamobil NWF 200 (1954–1955)

Das Fuldamobil wurde auch von anderen Herstellern in Lizenz gefertigt, teilweise auch im Ausland. Die Firma Nordwestdeutscher Fahrzeugbau (NWF) baute das Fuldamobil von 1954 bis 1955 in einer Stückzahl von 701 Fahrzeugen in Lohne (Oldenburg). Zwischen 1955 und 1957 wurde in den Niederlanden der Bambino hergestellt. Fram-King aus Schweden produzierte 411 Exemplare zwischen 1956 und 1962. Im Vereinigten Königreich wurde es von Nobel zwischen 1959 und 1961 produziert. In Griechenland gab es den Alta und den Attica. Weiterhin fanden Lizenzbauten in Argentinien als Bambi, in Chile als Nobel Chile, evtl. in Rhodesien als Fuldamobil RSR und evtl. in Indien als Scootacar statt.